# Hippodrome de Deffends
L'Hippodrome du Deffends se situe à Sault dans le Vaucluse.

## Historique
L’hippodrome de Sault a été créé et construit par Charles Magnan également maire de Sault de 1904 à 1912.

## Courses
Il n'est organisé qu'une réunion par an. Il s'agit de courses de trot, essentiellement attelé.
Il y a généralement 7 courses de trotteurs

## Caractéristiques
Piste en herbe, corde à droite, de 850 mètres. Les distances les plus utilisées sont de 2 175 mètres et de 3 000 mètres. Sa caractéristique principale est d'être situé à 800 mètres d'altitude, ce qui en fait le plus haut de France, autour d'un champ de lavande, au milieu des bois.

## Autres activités de l'hippodrome
- Fête de la lavande du pays de Sault[5].